# Maria Venegas de la Torre
Św. Maria od Jezusa Sakramentalnego Venegas de la Torre (ur. 8 września 1868 La Tapone w stanie Jalisco, Meksyk, zm. 30 lipca 1959) – meksykańska zakonnica, święta Kościoła katolickiego.
Mając 15 lat wstąpiła do stowarzyszenia Córek Maryi, w 1905 zdecydowała się na wstąpienie do zakonu, przyłączyła się do wspólnoty Córek Najświętszego Serca Pana Jezusa opiekującej się chorymi w szpitalu w Guadalajarze. W 1910 złożyła prywatne śluby zakonne, a w 1912 została wybrana wikarią. W latach 1921–1954 była przełożoną zgromadzenia. Na polecenie lokalnego biskupa zredagowała konstytucje, które zostały zatwierdzone w 1930. Otworzyła jadłodajnię i aptekę dla ubogich oraz sypialnię dla krewnych pacjentów szpitala. Zmarła 30 lipca 1959 roku w opinii świętości.
Została beatyfikowana przez Jana Pawła II dnia 22 listopada 1992, a dnia 21 maja 2000 dokonał on jej kanonizacji.